# NGC 2438
NGC 2438是威廉·赫歇爾於1786年在船尾座內發現的一個行星狀星雲。
視覺上，NGC 2438似乎是位於疏散星團梅西爾46之內，但實際上它比梅西爾46更靠近我們，只是視線上巧合的對準在一起。
NGC 2438是一個多殼行星狀星雲，具有明亮的內星雲，直徑為60角秒，由兩個有些分離的殼組成。它正在以37公里/秒的速度膨脹。該結構被一個較暗的、大部分為圓形的光環包圍，西半部更明顯，直徑為130角秒。主星雲的質量估計為0.45 M☉，而星雲殼的質量為0.5–0.8 M☉。主星雲的溫度約為10–13,000 K，在內緣升至15–17,000K。
NGC 2438是大約8,500年前開始的漸近巨星分支階段從中心恆星噴射出的物質組成。主星雲大約在該年齡的一半時形成。行星狀星雲的中心恆星是一顆17.7等的白矮星，表面溫度約為75,000K(74,700 °C)。

## 外部連結
- NGC 2438 @ SEDS NGC objects pages